# الفارعة بنت أبي الصلت
الفارعة بنت أبي الصلت صحابية كانت تنتمي إلى قبيلة ثقيف من أهل الطائف، وهي أخت الشاعر أمية بن أبي الصلت، وقد دخلت في الإسلام بعد فتح الطائف، بينما مات أخوها دون أن يعتنق الإسلام.

## سيرتها
قدمت الفارعة بنت أبي الصلت إلى محمد بعد فتح الطائف فأعلنت إسلامها، فسألها إن كانت تحفظ شيئًا من أشعار أخيها أمية بن أبي الصلت، وبعدما قرأت على محمد أبياتًا من شعر أخيها قال عنه الرسول:
«شعره مؤمن وقلبه كافر»